# Nana Neul
Nana Neul (* 1974 in Werther) ist eine deutsche Filmregisseurin und Drehbuchautorin.

## Leben
Nana Neul studierte von 1995 bis 2000 an der Kunsthochschule für Medien Köln. Hier entstanden bereits erste Kurzfilme. Es folgte ein Stipendium-Aufbaustudium an der Drehbuchwerkstatt München.
2008 wurde sie für das Drehbuch zu ihrem Langfilm-Debüts Mein Freund aus Faro mit dem Fritz-Raff-Drehbuchpreis beim Filmfestival Max Ophüls Preis ausgezeichnet. Weitere Preise waren der Iris-Preis und der Têtue-Award beim Lesbisch/Feministischen Filmfestival Paris. Ihr Fernsehspielfilm Unser Kind gewann 2019 den Deutschen Kamerapreis und war nominiert in der Kategorie Bester Fernsehfilm beim Deutschen Fernsehpreis sowie in der Sparte Fiktion beim Grimme-Preis 2019. Der Kinofilm Töchter war nominiert beim Santa Barbara International Film Festival 2022 als Best International Feature (Bester internationaler Spielfilm) sowie beim Hamburg Film Festival in der Sparte deutsche Kinoproduktionen für den Hamburger Produktionspreis und erhielt den Manfred Stelzer Preis 2022 beim Film Festival Cologne.

### Privates
Seit 2014 ist Neul mit dem Schauspieler Hans-Jochen Wagner verheiratet.
Laut ihrer Webpräsenz lebt und arbeitet sie wechselweise in Köln und Berlin.

## Filmografie (Auswahl)
- 2002: Der gemeine Liguster (Kurzfilm)
- 2008: Mein Freund aus Faro (Fernsehspielfilm, Regie und Drehbuch)
- 2009: Das Wartezimmer (NDR-Fernseh-Miniserie, 3 Folgen Regie)
- 2013: Stiller Sommer (Fernsehspielfilm, Regie und Drehbuch)
- 2016: Eine Sommerliebe zu dritt (Fernsehspielfilm, Regie)
- 2018: Unser Kind (Fernsehspielfilm, Regie)
- 2021: Töchter (Kinospielfilm, Regie und Co-Drehbuch)
- 2022: Check out (Fernsehspielfilm, Regie)
- 2024: Familie is nich